# Amaru Boko
Amaru Boko, född 24 maj 2007 på Annemanna stuteri i Ekerö i Stockholms län, är en svensk varmblodig travhäst. Han tränades och kördes av Robert Bergh (2014–2016). Under karriärens tre första säsonger (2010–2013) tränades han av Timo Nurmos och kördes av Jorma Kontio.
Amaru Boko tävlade åren 2010–2016 och sprang in 4,4 miljoner kronor på 50 starter varav 20 segrar, 5 andraplatser och 5 tredjeplatser. Han inledde karriären i februari 2010 med två raka segrar. Han tog karriärens största segrar i långa E3 (2010), Gulddivisionens final (feb 2014), Gösta Bergengrens Minneslopp (2014) och Östersunds Stora Stayerlopp (2016). Han kom även på andraplats i Sundsvall Open Trot (2012), tredjeplats i Sprintermästaren (2011) och fjärdeplats i Svenskt Travderby (2011).